# Hush! (Duke Pearson)
Hush! è un album a nome della The Duke Pearson Quintet, pubblicato dalla Jazzline Records nel giugno del 1962. Il disco fu registrato il 12 gennaio 1962 al RCA Studios di New York City, New York (Stati Uniti).

## Tracce
Lato A
1. Hush! – 6:07 (Donald Byrd)
2. Child's Play – 6:40 (Duke Pearson)
3. Angel Eyes – 5:58 (Matt Dennis, Earl Brent)
4. Smoothie – 5:50 (Rudy Stevenson)

Lato B
1. Sudel – 6:02 (Duke Pearson)
2. Friday's Child – 6:26 (Paul Mitchell)
3. Out of This World – 6:40 (Harold Arlen, Johnny Mercer)
4. Groovin' for Nat – 3:37 (Ernie Wilkins)

Edizione CD del 2008, pubblicato dalla Lone Hill Jazz Records (LHJ 10324)
1. Hush! – 6:07 (Donald Byrd)
2. Child's Play – 6:40 (Duke Pearson)
3. Angel Eyes – 5:58 (Matt Dennis, Earl Brent)
4. Smoothie – 5:50 (Rudy Stevenson)
5. Sudel – 6:02 (Duke Pearson)
6. Friday's Child – 6:26 (Paul Mitchell)
7. Out of This World – 6:40 (Harold Arlen, Johnny Mercer)
8. Groovin' for Nat – 3:37 (Ernie Wilkins)
9. Hush! – 7:30 (Donald Byrd) – Bonus Track - Alternate Take
10. Child's Play – 5:36 (Duke Pearson) – Bonus Track - Alternate Take
11. Sudel – 7:08 (Duke Pearson) – Bonus Track - Alternate Take
12. Little Johnny C – 5:09 (Duke Pearson) – Bonus Track
13. Jano – 7:21 (Duke Pearson) – Bonus Track

- Brani nr. - 1, 2, 3, 4, 5, 6, 7, 8, 9, 10 e 11 registrati il 12 gennaio 1962 a New York City, New York
- Brani nr. - 12 e 13 registrati il 18 luglio 1963 a Englewood Cliffs, New Jersey[4]

## Musicisti
A1, A2, A3, A4, B1, B2, B3 e B4 / CD - nr. 1, 2, 3, 4, 5, 6, 7, 8, 9, 10 e 11
- Duke Pearson - pianoforte
- Donald Byrd - tromba (tranne nei brani: Angel Eyes, Friday's Child e Out of This World)
- Johnny Coles - tromba (tranne nei brani: Agel Eyes e Out of This World)
- Bob Cranshaw - contrabbasso
- Walter Perkins - batteria[3]

CD - nr. 12 e 13
- Duke Pearson - pianoforte
- Leo Wright - flauto, sassofono alto
- Joe Henderson - sassofono tenore
- Johnny Coles - tromba
- Bob Cranshaw - contrabbasso
- Walter Perkins - batteria[4][5]